# Lucio Dalla - Gli anni sessanta
Lucio Dalla - Gli anni sessanta è una raccolta di Lucio Dalla, pubblicata nel 2002. La compilation rappresenta la prima antologia di brani del cantante riguardante esclusivamente il periodo degli anni sessanta. Presenti nella lista le due canzoni presentate ai rispettivi Festival di Sanremo 1966 e 1967, Paff...bum! e Bisogna saper perdere. Inoltre nell'album è presente la canzone del suo primo 45 giri, Lei (non è per me) e la cover Questa sera come sempre, dall'originale Crying Time, dell'artista Buck Owens e portata al successo anni prima da Ray Charles. La caratteristica copertina raffigura un giovane Lucio Dalla vestito da giocatore di baseball, nell'atto di lanciare la palla.

## Tracce
1. Io Al Mondo Ho Solo Te
2. Lei (Non É Per Me)
3. Pafff.. Bum!
4. L'Ora Di Piangere
5. Quando Ero Soldato
6. Io Non Ho Pianto Mai Così
7. Questa Sera Come Sempre
8. Io Non Ci Sarò
9. Tutto Il Male Del Mondo
10. Bisogna Saper Perdere
11. Lucio Dove Vai
12. Non È Un Segreto
13. Passerà Passerà
14. 1999
15. Cos'È Bonetti?
16. Il Cielo
17. E Dire Che Ti Amo
18. Se Non Avessi Te
19. Hai Una Faccia Nera Nera
20. Per Fare Un Uomo Basta Una Ragazza
21. E Invece No